# Viorel Tilea
Viorel-Virgil Tilea (n. 6 aprilie 1896, Sibiu, Austro-Ungaria – d. 20 septembrie 1972, Londra, Anglia, Regatul Unit) a fost un politician și diplomat român. A fost ambasadorul României la Londra în perioada 1938 - 1940. După instaurarea regimului antonescian a refuzat să se întoarcă în țară și a solicitat azil politic în Anglia. A fost nepotul de fiică al memorandistului dr. Ioan Rațiu.

## Originea și studiile
Descendent al familiei Rațiu de Nagylak (Noșlac) din Turda, atestată în Transilvania la începutul sec. al XIV-lea și reînnobilată în anul 1625 de către principele Gabriel Bethlen.
A fost fiul lui Onoriu și Emilia Tilea, nepot de fiică al dr. Ioan Rațiu și stră-strănepot al prepozitului Basiliu Rațiu. În anul 1921 s-a căsătorit cu Eugenia Pop (decedată în 1947), iar în anul 1951 s-a recăsătorit cu Manuela Monroe. A fost un mare patriot român, european prin vocație, politician, diplomat, jurnalist și scriitor român, membru al Francmasoneriei Române. A studiat la Sibiu, Bratislava, Cluj, Londra și Viena. A fost doctor în drept al Universității din Viena.

## Activitatea politică și diplomatică
În timpul Primului Război Mondial a fost încorporat în Armata Austro-Ungară. În luna octombrie 1918 se alătură Consiliului Național Român. A fost trimis la Geneva pentru a se întâlni cu reprezentantul președintelui SUA, Thomas Woodrow Wilson.
În perioada februarie-octombrie 1919 a fost secretarul particular al lui Iuliu Maniu, iar în perioada octombrie-decembrie 1919 al lui Alexandru Vaida-Voievod A participat la Conferința de Pace de la Paris. În perioada 1919-1920 a fost atașat diplomatic la Legația Română din Londra.
A publicat nouă cărți în domeniul politic și diplomatic.
Între anii 1936-1937 este vicepreședinte al OREX ("Oficiul Român pentru activarea comerțului exterior") din București, societate anonimă înființată special pentru a crea relații comerciale cu Japonia. Președinte al acesteia a fost profesorul Victor Vâlcovici; consilieri N. Guranda, col. Ghe. Todicescu, S. Stoenescu, ing. Gr. Melinte și col. C. C. Herjeu. Toți au demisionat în anul 1937.
Numele lui Viorel Tilea a rămas în istoria celui de-al Doilea Război Mondial. A fost trimisul extraordinar și plenipotențiar al României la Londra în perioada 1938-1940. Este cunoscut pentru „incidentul Tilea”, dinaintea celui de-al Doilea Război Mondial. În zilele de 16 și 17 martie 1939 s-a prezentat la Foreign Office și a declarat că guvernul român avea toate motivele să creadă că Germania va proceda în următoarele luni la dezintegrarea României, în același mod cum a procedat cu Cehoslovacia. Deși guvernul român a dezmințit existența unui „ultimatum german”, cabinetul britanic și-a pus în mișcare întreg angrenajul politico-diplomatic. Rezultatul a fost încetarea politicii de conciliere a Londrei și Parisului față de Berlin.
În anul 1940 România a pierdut Basarabia și Bucovina de Nord, Ardealul de Nord și Cadrilaterul. Toate acestea s-au făcut prin amestecul direct al Germaniei Naziste sau indirect prin anexele secrete ale tratatelor încheiate cu țările vecine României, inclusiv URSS. În septembrie 1940 Tilea a fost rechemat în țară, dar a refuzat și a solicitat azil politic în Anglia. Demis din post, a pierdut cetățenia română și toate proprietățile din România.
I s-a retras cetățenia română prin jurnalul Consiliului de Miniștri nr. 81 din 3 februarie 1941, publicat în Monitorul Oficial nr. 29 din 4 februarie 1941. Ulterior, la 17 decembrie 1941, a fost șters din evidențele ofițerilor de rezervă ai Armatei Române, cu pierderea gradului de căpitan de rezervă, „ca unuia care în străinătate a avut purtări potrivnice îndatoririi de fidelitate față de țară”.
A fost un apropiat al regimului regelui Carol al II-lea și susținător în exil al monarhiei române. A fost Commander of the Most Excellent Order of the British Empire (CBE). La Londra fondează Mișcarea Română Liberă. În anul 1948 statul comunist îi retrage pentru a doua oară cetățenia română. A fost președintele Organizației Tineretului Național Țărănesc, „Chemarea”.
Viorel Tilea a făcut parte din Liga Românilor Liberi în anii 1950.
A fost martor și participant activ la toate marile evenimente ale poporului român din prima jumătate a secolului al XX-lea. A fost primul șef al Legației României din Londra, care a lucrat și a locuit în prestigioasa clădire situată în 1 Belgrave Square. Clădirea găzduiește astăzi spațiile de reprezentare diplomatică ale Ambasadei României și sediul Institutului Cultural Român. În anul 2009, la inițiativa ambasadorului Ion Jinga, salonul de protocol diplomatic al Ambasadei și totodată fostul birou al lui Viorel Tilea, a devenit „The V. V. Tilea Room” (Salonul V. V. Tilea) și a fost marcat cu o plachetă de bronz pe care este gravat numele diplomatului. Viorel Tilea a murit în Anglia.
Conform dorinței exprimată în testamentul său, memoriile sale privind misiunea la Londra au fost publicate de familia sa. Vezi: V. V. Tilea, Ileana Troiano, Envoy Extraordinary. Memoirs of a Romanian Diplomat. (Londra, Haggerston Press, 1998). Din inițiativa urmașilor familiilor, arhivele Tilea-Rațiu au fost donate Bibliotecii Centrale Universitare din Cluj.

## Galerie de imagini
- Marele Arbore Genealogic al Familiei Ratiu de Noslac (Nagylak), fond pergament, actualizat la data de 20.09.2023